# Gordon Pilkington
Gordon Pilkington ist ein britischer Filmeditor, der in seiner 20-jährigen Laufbahn bei über 35 Kino- und Fernseh-Produktionen für den Schnitt verantwortlich war. Darunter Filme wie Robin Hood und seine tollkühnen Gesellen, Flüsternde Schatten, Die schwarzen Teufel von El Alamein, Söhne und Liebhaber oder Ein Mann geht seinen Weg.

## Leben und Karriere
Gordon Pilkington begann seine Laufbahn als Filmeditor 1948 mit Arbeiten für den Regisseur Terence Fisher. Für Ken Annakins Abenteuerfilm Robin Hood und seine tollkühnen Gesellen lieferte er 1952 den Schnitt. In den folgenden Jahren folgten Arbeiten wie der Ritterfilm Unter schwarzem Visier (1954) mit Alan Ladd von Regisseur Tay Garnett, Lewis Gilberts Thriller Dämon der Frauen (1955) in der Besetzung Dirk Bogarde, Margaret Lockwood und Kay Walsh, der Kriminalfilm Flüsternde Schatten (1958) von Michael Anderson, Guy Greens Kriegsdrama Die schwarzen Teufel von El Alamein (1958) mit Richard Attenborough, John Gregson und Michael Craig, die Arbeit für Robert Siodmaks Film Das Bittere und das Süße (1959) oder das James-Cagney-Drama Ein Händedruck des Teufels (1959).
In den 1960er Jahren arbeitete Pilkington dann als Editor für Jack Cardiffs Oscar-prämiertes Filmdrama Söhne und Liebhaber, die Edmond T. Gréville Produktion Heiss auf nackten Steinen, den Gary Cooper und Deborah Kerr Thriller Ein Mann geht seinen Weg (1961) oder die Abenteuerfilme China-Story (1962) mit William Holden und Wir warten in Ashiya (1964) mit Yul Brynner und Richard Widmark. 1965 verantwortete er die Montage von John Boormans Musikkomödie Fangt uns, wenn ihr könnt!.
Gelegentlich war Gordon Pilkington auch als Editor für das britische Fernsehen aktiv, so unter anderem in den 1950er Jahren mit einer Episode für die Reihe Douglas Fairbanks, Jr., Presents oder in den 1960er Jahren mit Beiträgen zu den Agentenserien Geheimauftrag für John Drake und Der Mann, den es nicht gibt mit Robert Lansing.
Pilkington beendete seine Karriere nach zwanzig Jahren im Jahr 1968 mit seiner Arbeit für Hubert Cornfields Kriminaldrama Am Abend des folgenden Tages mit Marlon Brando in der Hauptrolle.

## Filmografie (Auswahl)
| - 1948: A Song for Tomorrow - 1948: Penny and the Pownall Case - 1948: Colonel Bogey - 1949: Badger's Green - 1949: Marry Me - 1952: Robin Hood und seine tollkühnen Gesellen (The Story of Robin Hood and His Merrie Men) - 1952: The Voice of Merrill - 1953: The Red Beret - 1953: Love in Pawn - 1954: Unter schwarzem Visier (The Black Knight) - 1955: Police Dog - 1955: Dämon der Frauen (Cast a Dark Shadow) - 1956: The March Hare - 1957: The Good Companions - 1957: No Time for Tears - 1957: Flüsternde Schatten (Chase a Crooked Shadow) - 1958: Die schwarzen Teufel von El Alamein (Sea of Sand) - 1959: Ein Händedruck des Teufels (Shake Hands with the Devil) - 1959: Virgin Island - 1959: Das Bittere und das Süße (The Rough and the Smooth) - 1960: Söhne und Liebhaber (Sons and Lovers) - 1960: The Enemy General - 1960: Heiss auf nackten Steinen (Beat Girl) - 1960: A Circle of Deception - 1961: Ein Mann geht seinen Weg (The Naked Edge) - 1961: Leiche auf Urlaub (What a Carve Up!) - 1962: China-Story (Satan Never Sleeps) - 1963: The Punch and Judy Man - 1964: Wir warten in Ashiya (Flight from Ashiya) - 1965: Fangt uns, wenn ihr könnt! (Catch Us If You Can) - 1967: The Winter's Tale - 1967: Some May Live - 1968: Am Abend des folgenden Tages (The Night of the Following Day) | - 1954: Douglas Fairbanks, Jr., Presents (Fernsehserie, 1 Episode) - 1965: Geheimauftrag für John Drake (Fernsehserie, 1 Episode) - 1966: Der Mann, den es nicht gibt (The Man Who Never Was, Fernsehserie, 3 Episoden) |